# James Marcello
James J. „Little Jimmy“ Marcello (* 1941) ist ein italo-amerikanischer Mobster und wurde seitens des FBI als Boss des Chicago Outfit gesehen. Nach anderer Einschätzung soll er lediglich der „Front Boss“ für das Führungstrio John „No Nose“ DiFronzo, Joseph „Joey the Clown“ Lombardo und Joseph „Joe the Builder“ Andriacchi gewesen sein.

## Leben
Marcello wurde in Chicago geboren. Seine Mutter war irischer, sein Vater italienischer Abstammung. Er arbeitete zwischen 1960 und 1973 für das Chicagoer Department of Streets and Sanitation.
Marcello wurde – nach Angaben ehemaliger Mafiosi – 1983 als Vollmitglied der US-amerikanische Mafia aufgenommen. Die Tatsache, dass er nicht rein italienischer Abstammung war, soll der Mafia zunächst unbekannt gewesen sein, da diese lange Zeit Aufnahmebedingung gewesen war.
Marcello wurde Chauffeur und Bodyguard von Sam „Wings“ Carlisi, dem ehemaligen Boss des Outfits. Marcellos Tätigkeit für das Outfit blieb von der Justiz nicht unbeobachtet. Am 15. Dezember 1992 stand er zusammen mit seinem Boss Carlisi vor Gericht. Im Prozess gingen die Ankläger davon aus, dass Marcello der Stellvertreter von Carlisi sei, dessen „street crew“ (Straßenmannschaft) in den westlichen Vorstädten von Chicago agierte, von denen nun fünf Mitglieder (u. a. Anthony Zizzo, Anthony Chiaramonti, Gill Valerio) mit ihren Bossen vor Gericht standen. Am 16. Dezember 1993 wurden alle Angeklagten gemäß der Anklage verurteilt; das Strafmaß wurde am 5. April 1995 auf 12,5 Jahre festgelegt.

“If my name wasn’t James Marcello, I wouldn’t be standing in front of you. That’s all I have to say.”

„Wenn mein Name nicht James Marcello wäre, würde ich nicht vor Ihnen stehen. Das ist Alles was ich zu sagen habe.“

Zwischen dem 14. Februar und dem 15. Mai 2000 musste sich Marcello zusammen mit Anthony Zizzo einem weiteren Prozess stellen, der auf dem RICO-Act basierte. Die Anklage lautete auf Verschwörung, illegalem Glücksspiel und Mord. Marcello wurde zu 12; Zizzo zu 10 Jahren Haft verurteilt.
Marcello wurde im November 2003 aus der Haft im Gefängnis von Milan entlassen, kehrte nach Lombard zurück und nahm offensichtlich seine Tätigkeit für den Mob wieder auf. Der Fahndungsdruck seitens des FBI wurde jedoch aufrechterhalten. Ein neuer Prozess mit Staatsanwalt Patrick Fitzgerald und Richter James Zagel war Ergebnis der FBI-Operation Family Secrets (engl.: „Familiengeheimnisse“), die 2005 zu Verhaftungen führte. Zusammen mit James Marcello standen Frank Schweihs, Joseph Lombardo (78), Frank Calabrese (70), Anthony Doyle, ein ehemaliger Polizist, und Paul Schiro vor Gericht. Ob der Prozess, der am 21. Juni 2007 begann, zu aufklärenden Aussagen der Angeklagten führt, ist z. Z. nicht einzuschätzen.
Am 10. September 2007 wurde Marcello für diverse Verbrechen verurteilt und muss mit einer Haftstrafe von 15 Jahren rechnen.

### Mordfall Spilotro
Vermutlich ist Marcello in die brutale Ermordung von Michael und Anthony Spilotro verstrickt, dessen Mord im Film Casino dargestellt wurde. Beide wurden sowohl in Realität als auch im Film brutal zusammengeschlagen und offenbar noch lebend in einem Maisfeld vergraben.
Am 27. September 2007 wurde dann Marcello für diesen Mord verurteilt, aber vom Vorwurf eines weiteren Mordes an Nicholas D'Andrea freigesprochen. Bis zur Verkündung des Strafmaßes wurde Marcello im Metropolitan Correctional Center in Chicago inhaftiert.
Ursprünglich sollte am 11. Dezember 2008 das Strafmaß verkündet werden; das erfolgte dann am 5. Februar 2009 durch Richter James Zagel, der eine lebenslange Haftstrafe verhängte. Marcello wurde ins Hochsicherheitsgefängnis in der Nähe von Atwater verlegt.

## Familie
Marcello hat mit Michael „Mickey“ Marcello einen jüngeren Bruder, der Boss der Außenstelle des Outfit in Cicero war. Allerdings wurde sein Bruder im April 2005 mit zwölf anderen Mobster wegen seiner illegalen Tätigkeiten verurteilt.
Marcello ist außerdem mit weiteren hochrangigen Mobstern verwandt; er ist der Cousin von Robert Urbinatti, Onkel von John Galioto und der Schwager von Salvatore Galioto. Seine Lebensgefährtin Connie hatte er Mitte der 1980er Jahre kennengelernt, als Connie eine Bar betrieb, aber beide haben nie geheiratet. Sie hat auf legalem Weg ihren Namen in Marcello geändert. Zusammen haben sie einen Sohn und eine Tochter. Als Connie 2005 vor Gericht aussagen sollte, verweigerte Connie die Aussage.